# Toño Quirazco
Antonio Quirazco López (Xalapa, México, 22 de abril de 1935 - 25 de octubre de 2008) conocido como Toño Quirazco fue un músico y compositor mexicano, pionero del ska en su país. En 1966 publicó con su grupo Hawaiian boys, Jamaica ska, un tema de Byron Lee que popularizó dicho ritmo en México.

## Biografía
Nacido en la capital veracruzana, Xalapa, formó en la preparatoria el grupo Conjunto Preparatoria con algunos amigos de la banda de guerra. Además, estudió música siete años. Se mudó a la Ciudad de México para proseguir sus estudios de medicina, pero un accidente impidió que terminara dicha carrera por lo que volvió a Veracruz a estudiar mecánica. Formó la Orquesta Electrónica Preparatoria, con la cual viajó a la Ciudad de México a probar suerte renombrando la banda como Toño Quirazco y sus Hawaianos.
El éxito del grupo llevaría a Quirazco a comenzar a grabar en Discos Orfeón desde 1965 a 1973. Los géneros que abarcó Quirazco en sus discos fueron el boogaloo y la cumbia, pero fue el ska el que le haría famoso, dedicándole discos completos a este género. Esto ocurrió a que un ejecutivo de la disquera del músico, Gastón Azcárraga (pariente de Emilio Azcárraga), le dio a conocer a Quirazco el ritmo y este se interesó en el. Para ello viajó a Jamaica, en donde conoció distintas agrupaciones de este ritmo. En sus grabaciones incluiría la steel guitar por influencia de Santo & Johnny. En televisión, el grupo de Quirazco aparecería en el programa Discoteque Orfeón a go go.
El movimiento del ska de México de los años 90 revalorizaría la obra de Quirazco. En 2008 regrabaría Jamaica ska con el grupo La Tremenda Korte, pero su muerte lo impidió.

## Discografía
- A ritmo de boogaloo
- Jamaica Ska (Dimsa, 1965)
- Homenaje A Santo Y Johnny (Orfeón, 1965)
- Toño Quirazco Y Sus Hawaiian Boys (Orfeón, 1965)
- Ska Vol. II (Orfeón, 1966)
- Sacúdete y menéate
- Soul Makossa